# Roland Stegmayer
Roland Stegmayer (* 22. Dezember 1950 in Altenberg) ist ein ehemaliger deutscher Fußballspieler. Der 22-fache Amateurnationalspieler bestritt zwischen 1971 in 1978 insgesamt 157 Bundesligaspiele für Arminia Bielefeld, Hannover 96 und den 1. FC Saarbrücken, in denen er 35 Tore erzielte, 19 davon für die Saarbrücker, was ihn zu deren Bundesligarekordtorschützen macht.

## Karriere

### Vereine
Stegmayer begann beim SV Altenberg, einem Verein im heutigen Syrgenstein im schwäbischen Landkreis Dillingen an der Donau, mit dem Fußballspielen und setzte es bis 1969 in der Jugendabteilung des FC Augsburg fort. In der Saison 1969/70 kam er als A-Jugendlicher gelegentlich auch in der ersten Mannschaft in der drittklassigen 1. Amateurliga Bayern zum Einsatz.
Zur Saison 1970/71 wechselte er zum zweitklassigen Regionalligisten 1. FC Nürnberg, für den er in seiner einzigen Spielzeit 15 Tore in 32 Punktspielen erzielte. Zur Saison 1971/72 verpflichtete ihn der Bundesligist Arminia Bielefeld, für den er am 14. August 1971 (1. Spieltag) bei der 0:1-Niederlage im Heimspiel gegen Rot-Weiß Oberhausen debütierte; sein erstes Bundesligator erzielte er am 24. Juni 1972 (33. Spieltag) beim 1:1-Unentschieden im Auswärtsspiel gegen Hertha BSC mit dem Treffer zum Endstand in der 45. Minute.
Nach dem Abstieg des Vereins in die zweitklassige Regionalliga West aufgrund des Bundesliga-Skandals verließ er den Verein und wechselte zum Bundesligisten Hannover 96, mit dem er nach zwei Spielzeiten in die 2. Bundesliga Nord abstieg. Mit 19 Toren in allen 38 Punktspielen erzielte er eine beachtliche Quote und trug somit zur Rückkehr in die Bundesliga bei. Am Saisonende 1975/76 stieg er mit dem Verein als Tabellen-Siebzehnter erneut in die zweite Spielklasse ab. Nach der Hinrunde wechselte er zum Bundesligisten 1. FC Saarbrücken, für den er bereits am 15. Dezember 1976 (16. Spieltag) beim 1:0-Sieg im Heimspiel gegen den MSV Duisburg eingesetzt wurde. In den 17 Punktspielen der Rückrunde erzielte er zehn Tore, darunter der Dreifachtorerfolg am 26. März 1977 beim 3:1-Sieg im Heimspiel gegen den 1. FC Köln und der Vierfachtorerfolg am 16. April 1977 (30. Spieltag) beim 6:1-Sieg im Heimspiel gegen den amtierenden Europapokalsieger der Landesmeister FC Bayern München mit den vier Weltmeistern Sepp Maier, Franz Beckenbauer, Georg Schwarzenbeck und Gerd Müller. Nachdem der Verein aus der höchsten Spielklasse absteigen musste, schloss sich Stegmayer zur Saison 1978/79 dem SC Fortuna Köln an, für den er noch zwei Spielzeiten in der 2. Bundesliga Nord absolvierte und in 53 Punktspielen beachtliche 24 Tore erzielte.

### Nationalmannschaft
Von 1970 bis 1972 bestritt Roland Stegmayer 22 Länderspiele für die Amateurnationalmannschaft des DFB. Sein Debüt als Nationalspieler gab er am 21. Mai 1970 in Helsinki beim torlosen Unentschieden gegen die Auswahl Finnlands mit Einwechslung für Ewald Hammes. Seine ersten beiden von drei Länderspieltoren erzielte er am 30. Dezember 1970 in Lomé in seinem achten Länderspiel beim 3:2-Sieg gegen die Auswahl Togos. Sein letztes Länderspiel absolvierte er am 18. April 1972 in Kopenhagen beim 1:0-Sieg gegen die Auswahl Dänemarks. Von den Länderspielen, in denen er mitwirkte, gingen lediglich vier verloren, sieben endeten remis.

## Erfolge
- Länderpokal-Sieger 1970 (mit dem Landesverband Bayern)

## Sonstiges
Mit 19 Bundesligatoren ist Stegmayer bis heute der erfolgreichste Torschütze des 1. FC Saarbrücken. Für Hannover erzielte er in 77 Punktspielen 12 und für Arminia Bielefeld in 28 Punktspielen vier Bundesligatore.
Sein Sohn Oliver war ebenfalls höherklassig als Fußballer tätig, so in der Amateurabteilung des FC Bayern München.
Roland Stegmayer lebt in Altenberg, wo er langjähriger Trainer des SV Altenberg war. Von Juli bis November 2011 war er Trainer von Eintracht Landshausen.